# Thundercats (datorspel)
ThunderCats: The Lost Eye of Thundera, eller bara ThunderCats, är ett sidscrollande från 1987, baserat på ThunderCats och utvecklat och utgivet av Elite System till Atari ST, Amiga, Amstrad CPC, Commodore 64 och ZX Spectrum.

## Handling
Spelet är ett spel av typen hack 'n slash i stil med Ghosts 'n Goblins, där The ThunderCats måste besegra Mumm-Ras styrkor. Spelaren börjar med svärd, men kan senare genom olika behållare komma åt mer avancerade vapen.

### Fotnoter
1. ↑  ”Thundercats” (på engelska). Mobygames. 27 mars 1987. http://www.mobygames.com/game/thundercats. Läst 11 december 2015.